# Heinrich Klingenberg (Unternehmen)

Die Spedition Heinrich Klingenberg Ende der 1880er Jahre

Die Heinrich Klingenberg GmbH ist ein Hamburger Umzugsunternehmen. Es wurde 1877 von Heinrich Klingenberg in Hamburg gegründet und ist eine der ältesten Möbelspeditionen Norddeutschlands. Das Unternehmen ist seit 2007 Teil der A. von Drathen Holding UG. Geschäftsführender Gesellschafter ist Alexander von Drathen.

## Geschichte
Heinrich Klingenberg gründete 1877 am Jakobikirchhof in der Hamburger Innenstadt das Umzugsunternehmen Heinrich Klingenberg. Später wurde ein weiteres Kontor in der Rosenstraße eröffnet. Zunächst begann Klingenberg mit einem einzigen Pferdewagen und spezialisierte sich mit seinem Fuhrwesen auf Möbeltransporte. 1919 kaufte er die Englische Keksfabrik am Winterhuder Weg im Hamburger Stadtteil Uhlenhorst, in der das Unternehmen bis 1974 angesiedelt war. Anschließend wurde dort das Mundsburg Center mit den drei charakteristischen Mundsburg-Türmen erbaut.
1931, zu Zeiten der Weltwirtschaftskrise, übernahm Heinrich Schmidt das Umzugsunternehmen von seinem Onkel Carl, dem letzten direkten Nachfahren Heinrich Klingenbergs. Nach dem Kauf beantragte Schmidt offiziell den Doppelnamen Schmidt-Klingenberg. Trotz schlechter wirtschaftlicher Situation schaffte er die ersten Motorfahrzeuge für die Möbeltransporte an und konnte das Unternehmen auf eine solide Basis stellen. Während des Zweiten Weltkrieges wurde die Möbelspedition durch Bombenangriffe in den Jahren 1941 und 1943 komplett zerstört. 1945, nach seiner Rückkehr aus dem Krieg, baute Schmidt-Klingenberg das Unternehmen wieder auf. 1949 erfolgte unter seiner Federführung die Gründung einer Niederlassung in der Bundeshauptstadt Bonn. Von hier aus entwickelte sich ein regelmäßiger Umzugsservice von Deutschland nach Russland, aus der schließlich eine eigene Niederlassung in Moskau resultierte. 1959 trat der jüngste Sohn Heinrich Schmidt-Klingenbergs, Jörgen, in die Spitze des Unternehmens seines Vaters ein. Er konzentrierte sich auf das operative Geschäft, sein Vater Heinrich zeichnete weiter für die strategische Ausrichtung verantwortlich. So führte er 1962 als eine der ersten deutschen Speditionen Kartons aus Pappe und Möbellifte für den vereinfachten Transport ein und setzte als einer der ersten auch EDV ein.
In den frühen 1960er Jahren wurde die Spedition Partner der AMÖ. Im Oktober 1966 war Jörgen Schmidt-Klingenberg Gründungsmitglied des Umzugs-Partnernetzes confern Möbeltransportbetriebe, in der sich 13 bundesdeutsche Möbelspeditionen zu einer Kooperation zusammenschlossen. Darüber hinaus initiierte Klingenberg weitere internationale Kooperationen, die bis heute tätig sind. 1974 vergrößerte sich das Unternehmen auf ca. 80 Mitarbeiter und zog an den Standort Norderstedt. Von hier aus war die Spedition Heinrich Klingenberg KG als Full-Service-Dienstleister tätig. Neben dem nationalen bzw. europäischen Privat- oder Firmenumzug und einem Relocation Service bot das Unternehmen auch Handwerker an, die im Rahmen des Umzugs aber auch der Möbelreparatur oder -anfertigung beauftragt werden konnten. Er übernahm für große Firmen den Verteilverkehr und führte eine eigene LKW-Werkstatt auf dem Firmengelände.
Anfang der 1990er Jahre traten die beiden Töchter von Jörgen Schmidt-Klingenberg, Regina und Elena in 5. Generation in das Unternehmen ein und führten ein Qualitätsmanagement nach ISO9002 ein. 1991 erließ der Deutsche Bundestag den sogenannten Hauptstadtbeschluss und damit die Verlegung des Parlaments- und Regierungssitzes nach Berlin. Im Sommer 1999 führte das Partnernetz confern unter maßgeblicher Beteiligung der Firma Heinrich Klingenberg den Umzug des Bundestages mit 7.000 Mitarbeitern von Bonn nach Berlin durch. Zudem zogen gleichzeitig mehrere Botschaften in die Hauptstadt.
2007 übernahm Alexander von Drathen den Firmennamen und baute es in seiner Unternehmensgruppe zu einer internationalen Möbelspedition in Norddeutschland aus. Der Dienstleister führt nationale und internationale Privatumzüge und Firmenverlagerungen durch. Seit 2007 ist der Unternehmenssitz in Hamburg, Behrkampsweg, und das Möbellager in der Basedowstraße (Hamburg) ansässig.